# Рафаел Кинтеро
Рафаел Роберто Кинтеро Дијаз (шп. Rafael Roberto Quintero Diaz; Канованас, 24. јул 1994) елитни је порторикански скакач у воду. Његова специјалност су појединачни скокови са торња са висине од десет метара, а такмичи се и у скоковима са даске са 3 метра висине. 

## Каријера
На међународној сцени се такмичи од 2014. године када је дебитовао на такмичењима за светски гран при у Куала Лумпуру где је у скоковима са торња заузео укупно 6. место. Годину дана касније по први пут је наступио и на Панамеричким играма у Торонту, те на Светском првенству у Казању. 
Први пласман у финале на светским првенствима остварио је на СП 2019. у корејском Квангџуу и то у дисциплини даска 1 метар, а освојено 11. место му је уједно и најбољи резултат у дотадашњој каријери. У Квангџуу се такмичио и у скоковима са даске 3 м и скоковима са торња, али је у обе дисциплине такмичење завршио у полуфиналима
Успео је да се квалификује и на Летње олимпијске игре 2016. у Рио де Жанеиру где се такмичио у појединачним скоковима са торња, а такмичење је окончао пласманом у финале где је освојио седмо место са укупно 485,35 бодова. 